# Fléré-la-Rivière
Fléré-la-Rivière é uma comuna francesa na região administrativa do Centro, no departamento Indre. Estende-se por uma área de 25,12 km². Em 2010 a comuna tinha 553 habitantes (densidade: 22 hab./km²).